# Wesolowskana lymphatica
Wesolowskana lymphatica là một loài nhện trong họ Salticidae.
Loài này thuộc chi Wesolowskana. Wesolowskana lymphatica được Wanda Wesołowska miêu tả năm 1989.